# Оскар Серен
Оскар Серен (ісп. Óscar Cerén, нар. 26 жовтня 1991, Кусальтепек) — сальвадорський футболіст, півзахисник клубу «Альянса» та національної збірної Сальвадору.

## Клубна кар'єра
У дорослому футболі дебютував 2009 року виступами за команду «Хувентуд Індепендьєнте» , в якій провів п'ять сезонів, взявши участь у 72 матчах чемпіонату.
Своєю грою за цю команду привернув увагу представників тренерського штабу клубу «Агіла» , до складу якого приєднався 2014 року. Відіграв за команду із Сан-Мігеля наступний сезон своєї ігрової кар'єри. Більшість часу, проведеного у складі «Агіли», був основним гравцем команди.
2015 року уклав контракт з клубом «Ісідро Метапан», у складі якого провів наступний рік своєї кар'єри гравця. Граючи у складі «Ісідро Метапан» також здебільшого виходив на поле в основному складі команди.
До складу клубу «Альянса» приєднався 2016 року . Відтоді встиг відіграти за команду із Сан-Сальвадора 42 матчі в національному чемпіонаті.

## Виступи за збірну
2013 року дебютував в офіційних матчах у складі національної збірної Сальвадору. 
У складі збірної був учасником розіграшу Золотого кубка КОНКАКАФ 2017 року у США.
Наразі провів у формі головної команди країни 16 матчів, забивши 1 гол.

## Особисте життя
Має старшого брата Дарвіна, який також є професійним футболістом і гравцем збірної.